# سیدنی جوزف پرلمن
سیدنی جوزف پرلمن (انگلیسی: S. J. Perelman؛ ۱ فوریهٔ ۱۹۰۴ – ۱۷ اکتبر ۱۹۷۹) یک فیلم‌نامه‌نویس و نویسنده اهل ایالات متحده آمریکا بوده است. وی دانش‌آموختهٔ دانشگاه براون است.
وی در سال ۱۹۵۶ میلادی، بابت نگارش فیلم‌نامهٔ دور دنیا در هشتاد روز برندهٔ جایزه اسکار بهترین فیلم‌نامه اقتباسی شد.

## گزیدهٔ آثار
- دور دنیا در هشتاد روز (۱۹۵۶)
- چرندیات (۱۹۳۲)